# Ейлін Беннетт-Віттінґстолл
Ейлін Беннетт-Віттінґстолл (англ. Eileen Bennett Whittingstall; 16 липня 1907 — 18 серпня 1979) — колишня британська тенісистка.
Найвищу одиночну позицію світового рейтингу — 3 місце досягла 1931 року.
Перемагала на турнірах Великого шолома в парному та змішаному парному розрядах.

## Фінали турнірів Великого шолома

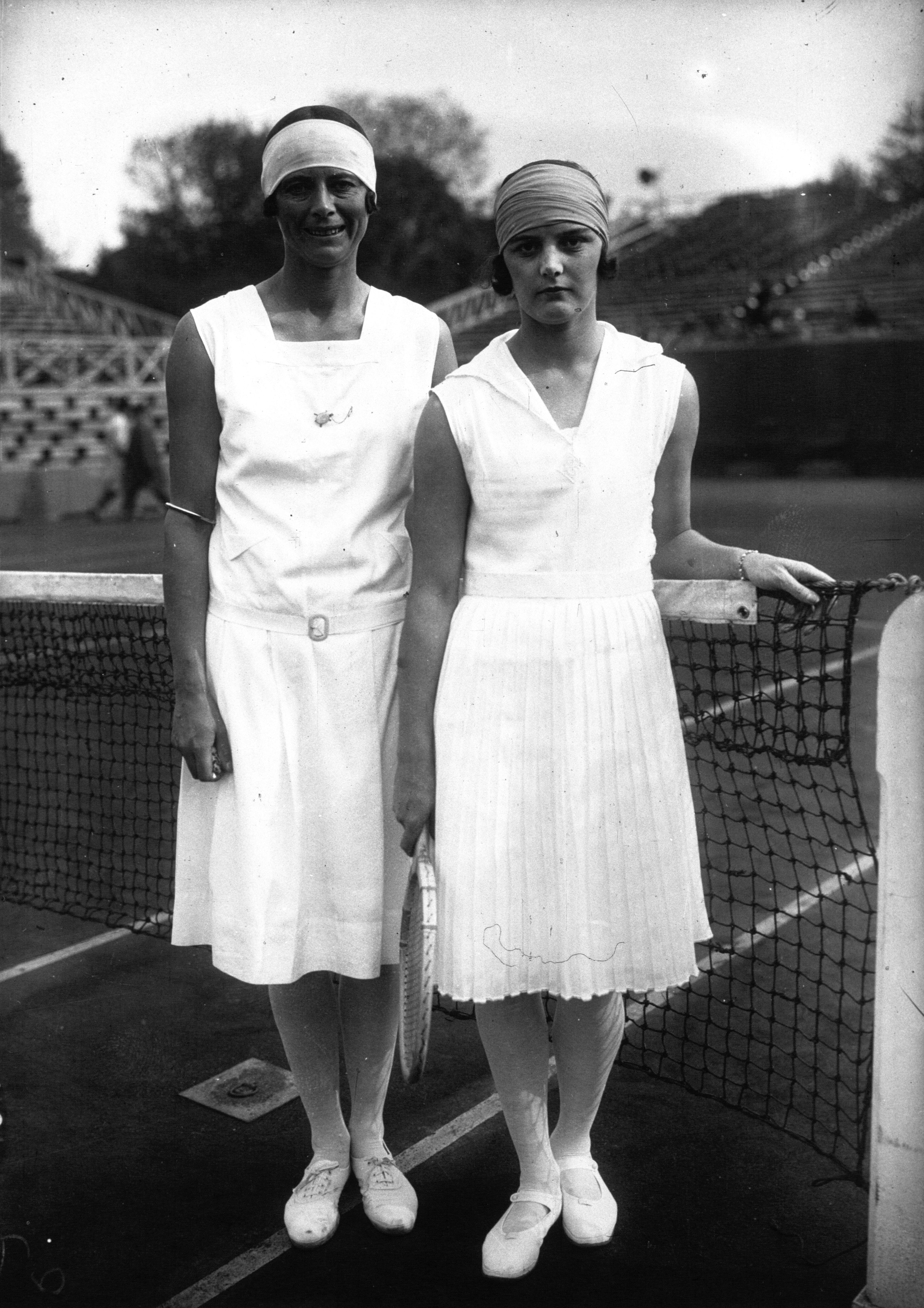
Беннетт і Голкрофт-Вотсон на Чемпіонаті Франції 1928

### Одиночний розряд (2 поразки)
| Результат | Рік  | Турнір            | Покриття | Суперниця   | Рахунок  |
| --------- | ---- | ----------------- | -------- | ----------- | -------- |
| Поразка   | 1928 | Чемпіонат Франції | Ґрунт    | Гелен Віллс | 1–6, 2–6 |
| Поразка   | 1931 | Чемпіонат США     | Трава    | Гелен Віллс | 4–6, 1–6 |

### Парний розряд (3–2)
| Результат | Рік  | Турнір               | Покриття | Партнерка       | Суперниці                     | Рахунок  |
| --------- | ---- | -------------------- | -------- | --------------- | ----------------------------- | -------- |
| Перемога  | 1928 | Чемпіонат Франції    | Ґрунт    | Фібі Голкрофт   | Сюзан Деве Сільві Юнґ Анротен | 6–0, 6–2 |
| Поразка   | 1928 | Вімблдонський турнір | Трава    | Ермінтруд Гарві | Пеґґі Сондерс Фібі Голкрофт   | 2–6, 3–6 |
| Перемога  | 1931 | Чемпіонат Франції    | Ґрунт    | Бетті Натголл   | Сіллі Оссем Елізабет Раян     | 9–7, 6–2 |
| Перемога  | 1931 | Чемпіонат США        | Трава    | Бетті Натголл   | Гелен Джейкобс Дороті Раунд   | 6–2, 6–4 |
| Поразка   | 1932 | Чемпіонат Франції    | Ґрунт    | Бетті Натголл   | Елізабет Раян Гелен Віллс     | 1–6, 3–6 |

### Мікст (3–1)
| Результат | Рік  | Турнір            | Покриття | Партнер   | Суперник і суперниця              | Рахунок       |
| --------- | ---- | ----------------- | -------- | --------- | --------------------------------- | ------------- |
| Перемога  | 1927 | Чемпіонат США     | Трава    | Анрі Коше | Гейзел Гочкіс-Вайтмен Рене Лакост | 6–2, 6–0, 6–3 |
| Перемога  | 1928 | Чемпіонат Франції | Ґрунт    | Анрі Коше | Гелен Віллс Френк Гантер          | 6–2, 6–3      |
| Перемога  | 1929 | Чемпіонат Франції | Ґрунт    | Анрі Коше | Гелен Віллс Френк Гантер          | 6–3, 6–2      |
| Поразка   | 1930 | Чемпіонат Франції | Ґрунт    | Анрі Коше | Сіллі Оссем Білл Тілден           | 4–6, 4–6      |

## Часова шкала турнірів Великого шлему в одиночному розряді
| W | Ф | ПФ | ЧФ | #Р | КТ | К# | DNQ | A | NH |

| Турнір               | 1925  | 1926  | 1927  | 1928  | 1929  | 1930  | 1931  | 1932  | 1933  | 1934  | 1935  | Career SR |
| -------------------- | ----- | ----- | ----- | ----- | ----- | ----- | ----- | ----- | ----- | ----- | ----- | --------- |
| Чемпіонат Австралії  |       |       |       |       |       |       |       |       |       |       |       | 0 / 0     |
| Чемпіонат Франції    |       |       | ПФ    | Ф     | ПФ    | 2р    | 2р    | ЧФ    | ЧФ    |       |       | 0 / 7     |
| Вімблдонський турнір | 1р    | 2р    | 3р    | ЧФ    | 2р    | 2р    | 2р    | ЧФ    | 2р    | 2р    | 2р    | 0 / 11    |
| Чемпіонат США        |       |       | 3р    |       |       |       | Ф     |       |       |       |       | 0 / 2     |
| SR                   | 0 / 1 | 0 / 1 | 0 / 3 | 0 / 2 | 0 / 2 | 0 / 2 | 0 / 3 | 0 / 2 | 0 / 2 | 0 / 1 | 0 / 1 | 0 / 20    |